# Brzuśnik
Brzuśnik – wieś w Polsce położona w województwie śląskim, w powiecie żywieckim, w gminie Radziechowy-Wieprz.
W latach 1975–1998 miejscowość administracyjnie należała do województwa bielskiego.

## Położenie wsi
Brzuśnik leży w obrębie Żywieckiego Parku Krajobrazowego, położony w Kotlinie Żywieckiej, ok. 12 km na południowy zachód od Żywca. Przez miejscowość przepływa potok Brzuśnianka. Jest to wieś typowo rolnicza.

## Pochodzenie nazwy
Nazwę wsi wyjaśnia Andrzej Komoniecki w swoim Dziejopisie Żywieckim: „Brzuśnik, albo Brzuśnie, iż ta wieś jakoby na brzuścu albo brzuchu góry leży”.

## Edukacja
Na terenie miejscowości działalność prowadzi Szkoła Podstawowa im. ks. Jana Twardowskiego. Jej budowa została rozpoczęta w 1948 z inicjatywy miejscowego wójta, Marcina Duraja. W lutym 1954 obiekt został otwarty i mieścił wówczas 7 sal lekcyjnych oraz 4 klasopracownie. Jej pierwszym dyrektorem został Jan Szczotka.

## Religia i turystyka
Brzuśnik należy do parafii Niepokalanego Serca NMP w Wieprzu; wsi znajduje się wiele zabytkowych kapliczek, w tym jedna z I poł. XIX wieku. W Groniu lub Brzuśniku Górnym znajduje się ponad 600-letni cis. Od sierpnia 2015 otwarty został szlak pieszy i rowerowy na Słowiankę. W Brzuśniku znajduje się Szkoła Podstawowa Imienia Księdza Jana Twardowskiego w Brzuśniku.